# Walter Otto
Walter Otto, född 30 maj 1878 i Breslau, död 1 november 1941 i München, var en tysk historiker.
Otto blev 1907 extra ordinarie och 1909 ordinarie professor i gamla tidens historia i Greifswald, kallades 1914 till Marburg, 1916 till Breslau och blev 1917 professor i München. 
Ottos specialområde var hellenismens historia, och han författade bland annat Priester und Tempel im hellenistischen Ägypten (två band, 1905-08), Herodes (1913), Zur Lebensgeschichte des jüngern Plinius (1919) och Die Manen oder von der Ursprung des Totenglaubens (1923). Han utgav den nya upplagan av "Handbuch der Altertumswissenschaft".